# Canal Congo Télévision
Canal Congo Télévision (CCTV) est une chaîne de télévision généraliste commerciale privée de la République démocratique du Congo diffusée depuis Kinshasa.

## Histoire de la chaîne
Lundi 18 septembre 2006, un incendie a détruit les studios des chaînes de télévision Canal Kin Télévision et Canal Congo télévision, appartenant à Jean-Pierre Bemba. Pour son parti, le MLC, c’est un « attentat». Stéphane Kitutu O'Leontwa, directeur général de la chaîne Canal Congo télévision (CCTV) et de Canal Kin télévision (CKTV) a été brûlé au troisième degré.
Canal Congo télévision a cessé d'émettre le 29 octobre, au soir du scrutin du second tour de l'élection présidentielle dont Jean-Pierre Bemba est candidat, suscitant des interrogations sur l'origine des pannes, le camp Bemba sous-entendant que le camp Kabila n'y était pas étranger. Après avoir finalement admis l'existence d'un problème technique à la régie de CCTV, la chaîne a repris ses émissions le 4 novembre.

## Organisation

### Dirigeants
Directeurs Généraux :
- Stephane Kitutu O’Leontwa : 22/09/2000 - 18/09/2006
- Maurice Blondel Bokoko (par intérim) : 18/09/2006 - 22/09/2006
- Nicolas Madimba : depuis le 22/09/2006

Directeur de l'information :
- Maurice Blondel Bokoko

Sous-directeur des informations :
- Patrick Palata

### Capital
La chaîne appartient à la famille Bemba Saolona dont le père a été ministre de l'Économie dans le gouvernement de Laurent-Désiré Kabila et le fils, Jean-Pierre Bemba, est chef du mouvement rebelle (Mouvement pour la libération du Congo, MLC) et principal opposant au président Joseph Kabila.

## Programmes
Depuis le début de la campagne électorale présidentielle de 2006, la chaîne diffuse énormément d’émissions-débats politiques ainsi que toutes les réunions publiques du candidat Jean-Pierre Bemba. Elle est régulièrement accusée de propagandisme en faveur de ce dernier par le camp adverse.